# Sympodiocladium frondosum
Sympodiocladium frondosum är en svampart som beskrevs av Descals 1982. Sympodiocladium frondosum ingår i släktet Sympodiocladium, divisionen sporsäcksvampar och riket svampar.   Inga underarter finns listade i Catalogue of Life.